# Адольф Гурвіц
Адольф Гурвіц (26 березня 1859, Гільдесгайм 18 листопада 1919, Цюрих) — німецький математик, якого вважають одним з найважливіших математиків другої половини XIX століття.

## Життєпис
Народився в єврейській родині ремісників у Гільдесгаймі.
У 1881 році захистив дисертацію під керівництвом Фелікса Кляйна в Ляйпцігу. У 1884 році завдяки підтримці Фердинанда Ліндемана здобув звання й посаду професора в Кеніґсберзі (як єврей, за нормальних обставин, не мав би для цього шансів). У цей час познайомився з молодим Давидом Гільбертом, на якого пізніше мав сильний вплив. У 1892 році став професором у Федеральній вищій технічній школі в Цюриху, де працював аж до смерті.
До наукового доробку належить серед іншого встановлення так званого критерію стійкості Гурвіца для динамічних систем.
Помер у Цюриху, Швейцарія.

## Пов'язані статті
- Критерій стійкості Гурвіца
- Матриця Гурвіца
- Поверхня Гурвіца
- Теорема Гурвіца (комплексний аналіз)
- Теорема Гурвіца про композитні алгебри
- Теорема Гурвіца (про наближення ірраціональних чисел раціональними)
- Формула Рімана — Гурвіца[en]